# Sobral (Carregal do Sal)
Sobral is een plaats (freguesia) in de Portugese gemeente Carregal do Sal en telt 292 inwoners (2001).